# Agripina
(Vipsânia) Agripina, a Velha (também, em latim, Agrippina Germanici, "Agripina de Germânico"; c. 14 a.C. – 33 d.C.) foi um membro proeminente da dinastia júlio-claudiana. Era filha de Marco Vipsânio Agripa (um defensor próximo do primeiro imperador romano, Augusto) e da filha de Augusto, Júlia, a Velha. Seus irmãos Lúcio e Caio César eram filhos adotivos de Augusto e seus herdeiros até suas mortes em 2 e 4 d.C., respectivamente. Após a morte deles, seu primo de segundo grau, Germânico, tornou-se filho adotivo de Tibério, enteado de Augusto, como parte do esquema de sucessão nas adoções de 4 d.C. (em que Tibério foi adotado por Augusto). Como resultado da adoção, Agripina casou-se com Germânico para aproximá-lo da família juliana.
Sabe-se que Agripina viajou com Germânico ao longo de sua carreira, levando seus filhos aonde quer que fossem. Em 14, Germânico foi destacado à Gália como governador e general e, enquanto estava lá, o falecido Augusto enviou seu filho Caio para ficar com ela. Agripina gostava de vesti-lo com uma roupa de soldado, pela qual Caio ganhou o apelido de "Calígula" ("botas de soldado"). Depois de três anos na Gália, retornaram a Roma, e seu marido recebeu um triunfo em 26 de maio de 17 para comemorar suas vitórias. No ano seguinte, Germânico foi enviado para governar as províncias orientais. Enquanto Germânico atuava em sua administração, o governador da Síria, Cneu Calpúrnio Pisão, começou a rivalizar com ele. Durante a rivalidade, seu marido morreu de doença em 10 de outubro de 19.
Germânico foi cremado em Antioquia e ela transportou suas cinzas para Roma, onde foram enterradas no Mausoléu de Augusto. Agripina foi veemente nas alegações de que seu marido foi assassinado para promover o filho de Tibério, Druso Júlio César ("Druso, o Jovem"), como herdeiro. Seguindo o modelo de sua madrasta Lívia, passou o tempo após a morte de Germânico apoiando a causa de seus filhos Nero e Druso César. Isso colocou ela e seus filhos em conflito com o poderoso prefeito pretoriano Lúcio Élio Sejano, que começou a eliminar seus apoiadores com acusações de traição e má conduta sexual em 26. A rivalidade de sua família com Sejano culminaria com o exílio dela e de Nero em 29. Nero foi exilado para Pôncia e ela foi exilada à ilha de Pandatária, onde permaneceria até morrer de fome em 33.

## Nome
Seguindo o costume romano de pais e filhos compartilharem o mesmo nome e cognome, as mulheres da mesma família frequentemente compartilhavam o mesmo nome. Consequentemente, a primeira filha de Marco Vipsânio Agripa com Ática foi chamada de Vipsânia Agripina.[a] Para distinguir a filha de Agripa e Júlia de sua neta Júlia Agripina, os historiadores referem-se a esta filha como "Agripina, a Velha" (em latim: Agrippina Maior). Da mesma forma, a filha de Agripina é referida como "Agripina, a Jovem" (Menor). Tal como o seu pai, Agripina, a Velha, evitou o seu nome e não se descobriu que tenha usado "Vipsânia" na inscrição. Uma inscrição em Rodiápolis a registra com o nome "Júlia", embora isso pareça ser um erro.

## Antecedentes
Marco Vipsânio Agripa foi um dos primeiros apoiadores de Augusto (então "Otávio"). Foi um general-chave nos exércitos de Augusto, comandando tropas durante as guerras contra Sexto Pompeu e Marco Antônio. Desde o início do reinado do imperador, foi confiado a Agripa os cuidados dos assuntos nas províncias orientais e até recebeu o anel de sinete de Augusto, que parecia estar em seu leito de morte em 23 a.C., um sinal de que ele se tornaria príncipe se Augusto morresse. É provável que ele governasse até que o sobrinho do imperador, Marco Cláudio Marcelo, atingisse a maioridade. No entanto, Marcelo morreu naquele ano de uma doença que se tornou uma epidemia em Roma.
Agora, com a morte de Marcelo, Augusto providenciou o casamento de Agripa com sua filha Júlia, a Velha, que anteriormente era esposa de Marcelo. Agripa recebeu tribunicia potestas ("o poder tribunício") em 18 a.C., um poder que apenas o imperador e seu herdeiro imediato poderiam esperar alcançar. O poder tribunício permitiu-lhe controlar o senado e foi primeiro dado a Júlio César. Agripa atuou como tribuno no senado para aprovar legislação importante e, embora lhe faltasse parte do poder e autoridade do imperador, estava se aproximando da posição de corregente.
Após o nascimento do segundo filho de Agripa, Lúcio, em 17 a.C., Lúcio e seu irmão Caio foram adotados juntos por Augusto. Na época de sua adoção, no verão, Augusto realizou o quinto Jogos seculares (Ludi Saeculares), Dião Cássio diz que a adoção dos meninos aliada aos jogos serviu para introduzir uma nova era de paz – a Pax Augusta. Não se sabe o que Agripa pensou sobre a sua adoção; no entanto, após a sua adoção, Agripa foi enviado para governar as províncias orientais, trazendo consigo a sua família.

## Primeiros anos e família
Agripina nasceu em 14 a.C., filha de Marco Vipsânio Agripa e Júlia, a Velha, antes de seu retorno a Roma em 13 a.C.. Tinha vários irmãos, incluindo suas meias-irmãs Vipsânia Agripina, Vipsânia Ática, Vipsânia Marcela e Vipsânia Marcelina (dos casamentos de seu pai com Pompônia Cecília Ática e Cláudia Marcela, a Velha); e quatro irmãos completos, sendo três irmãos; Caio, Lúcio e Agripa Póstumo (todos foram adotados por Augusto; Caio e Lúcio foram adotados juntos após o nascimento de Lúcio em 17 a.C.; Póstumo em 4 d.C.), e uma irmã Júlia, a Jovem.
Ela foi um membro proeminente da dinastia júlio-claudiana. Por parte de mãe, era a neta mais nova de Augusto. Era enteada de Tibério pelo casamento de sua mãe com ele, e cunhada de Cláudio, irmão de seu marido Germânico. Seu filho Caio, mais conhecido como "Calígula", seria o terceiro imperador, e seu neto Nero seria o último imperador da dinastia. Em 13 a.C., seu pai retornou a Roma e foi imediatamente enviado à Panônia para reprimir uma rebelião. Agripa chegou lá naquele inverno (em 12 a.C.), mas os panônios desistiram naquele mesmo ano. Agripa voltou à Campânia na Itália, onde adoeceu e morreu logo depois. Após a morte de seu pai, ela passou o resto de sua infância na casa de Augusto, onde o acesso a ela era estritamente controlado.
Algumas das moedas emitidas em 13-12 a.C. (áureos e denários) deixam claro que seus irmãos Caio e Lúcio eram os supostos herdeiros de Augusto. O pai deles não estava mais disponível para assumir as rédeas do poder se o imperador morresse, e Augusto teve que deixar claro quem eram seus supostos herdeiros, caso algo acontecesse. As carreiras militar e política de Lúcio e Caio avançariam continuamente até suas mortes em 2 e 4 d.C., respectivamente. A morte de seus irmãos significou que Augusto teve que encontrar outros herdeiros. Embora inicialmente considerasse Germânico, primo em segundo grau de Agripina, um herdeiro em potencial por um tempo, Lívia convenceu Augusto a adotar Tibério, filho de Lívia de seu primeiro casamento com Tibério Cláudio Nero. Embora Augusto tenha adotado Tibério, foi com a condição de que Tibério primeiro adotasse Germânico, para que Germânico se tornasse o segundo na linha de sucessão. Foi um corolário da adoção, provavelmente no ano seguinte, que Agripina se casou com Germânico.
Com seu marido Germânico, ela teve nove filhos: Nero Júlio César, Druso Júlio César, Tibério Júlio César, um filho de nome desconhecido (normalmente referido como Ignoto), Caio, o Velho, o imperador Calígula (Caio, o Jovem), a imperatriz Agripina, a Jovem, Júlia Drusila e Júlia Lívila. Apenas seis de seus filhos atingiram a maioridade; Tibério e Ignoto morreram ainda bebês, e Caio, o Velho, na primeira infância.